# Il sorriso di Jackrabbit
Il sorriso di Jackrabbit (Jackrabbit Smile) è un romanzo noir di Joe R. Lansdale del 2018.
È il dodicesimo romanzo che ha come protagonisti Hap Collins e Leonard Pine.

## Trama
Hap sta festeggiando con un barbecue il suo matrimonio con Brett in compagnia dei suoi amici quando viene raggiunto da due sconosciuti, una donna di mezza età e un uomo giovane, che intendono affidare all'agenzia di Brett le indagini sulla scomparsa di Jackie Mulhaney (detta Jackrabbit per i suoi incisivi sporgenti come quelli di un coniglio), che a loro è rispettivamente figlia e sorella. Malgrado i due possibili clienti non piacciano personalmente a Brett, Hap e Leonard (dimostrano di essere degli zotici ignoranti di idee razziste), il caso viene accettato: Hap e Leonard si recano così a Marvel Creek, la cittadina dove risiedono i Mulhaney e dove i due amici hanno trascorso infanzia e adolescenza. Come prima cosa vorrebbero interrogare Sebastian Mulhaney, il padre di Jackie del quale hanno saputo che faceva il predicatore in un ex cinematografo riadattato a chiesa, ma dal suo successore Gary Jamesway, che si rivela una vecchia conoscenza di Hap, vengono a sapere che Sebastian, che negli ultimi tempi sproloquiava di cospirazioni e uomini-rettile, è morto, probabilmente ucciso da qualcuno che egli stesso aveva pagato allo scopo.
Hap e Leonard passano poi da casa di Ace, l'ex convivente di colore di Jackie (cosa stigmatizzata dai famigliari di lei). Non trovandolo, entrano in casa e sono poi attaccati da Ace che è sopraggiunto, ma questi ha la peggio. Interrogato, nega di aver saputo più nulla della ragazza dopo che questa è scomparsa, portando con sé il figlio che aveva avuto con lui. 
La tappa successiva è la discarica di George, un commerciante di ferrovecchio che aveva anch'egli convissuto con Jackie. Leonard biasima George per come questi tratta il suo cane da guardia; i due potrebbero venire alle mani se non sopraggiungesse un individuo dai modi educati e dall'aspetto curato chiamato il Professore, che si dice mentore e socio in affari di George e "segregazionista, non razzista", che riaccompagna Hap e Leonard all'ingresso della discarica. I due investigatori vengono poi a sapere che il Professore ha le mani in pasta in molte attività economiche della città, e che userebbe il suo soft power per ripristinare una segregazione razziale di fatto. Jimmy e Lou Hems, due fratelli che con Hap avevano una vecchia ruggine risalente ai tempi della loro gioventù, gli intimano di andarsene da Marvel Creek prima di sera, ammettendo candidamente di essere stati pagati dal Professore a tale scopo ed evocando sinistramente ciò che potrebbero fare i gemelli Fairview al suo servizio, due tipi taciturni che erano già stati notati alla discarica. Hap finge di abboccare, ma prima di andarsene va con Leonard a trovare il capo della polizia Delf Hems, che sebbene sia il fratello di Jimmy e Lou non approva i loro metodi.
In una tavola calda di Marvel Creek, Hap riceve da Sharon Young, la cameriera che lo ha servito e che un tempo lo conosceva, un invito a recarsi a casa sua la sera per raccogliere delle confidenze sul caso di Jackrabbit, dopodiché lascia temporaneamente la città con Leonard, per tornarvi la notte. Hap e Leonard tornano a casa di Ace e lo trovano cadavere; dalla stanza prelevano una chiavetta USB gettata in un angolo, ripromettendosi di esaminarla in seguito. Leonard va poi alla discarica di George e gli sottrae il cane Rex, con il quale ha stabilito un'intesa, quindi i due amici si recano a casa di Sharon. Hap si presenta all'appuntamento lasciando Leonard e Rex in automobile e in casa viene assalito dal datore di lavoro di Sharon, un omone dai capelli rossi, che ha la meglio: costringe Hap a salire sull'auto di quest'ultimo ma è attaccato alla gola da Rex, che lo ferisce mortalmente. Hap chiama quindi la polizia, che nel frattempo ha scoperto anche il corpo di Ace. Per salvare le apparenze, Delf fa passare la notte in cella a Hap e Leonard e la mattina li manda a far colazione con Johnny Williams, un suo agente di colore, poi, dopo aver avuto rassicurazioni sul loro conto da Marvin Hanson, il capo della polizia di LaBorde, li libera.
Hap e Leonard tornano così a LaBorde. La chiavetta si scopre crittografata e per decifrarla pensano di ricorrere all'aiuto del loro conoscente Mercury. Nel frattempo fanno un altro viaggio a Marvel Creek, in compagnia dell'agente Carroll (attuale compagno di vita di Leonard chiamato Cucciolo da quest'ultimo) che dà loro man forte. Hap viene poi informato da Brett che secondo Mercury nella chiavetta sono contenuti i dati di un complicato giro di contabilità: Jackie, che era molto dotata per la matematica, avrebbe stornato molti soldi dai conti del Professore passandoli su quelli di George. Il terzetto va perciò a far visita a quest'ultimo mettendolo sotto torchio. George nega di essersi arricchito ai danni del Professore, ma confessa di aver ucciso Ace; dice inoltre che il figlio di Jackie ed Ace sarebbe stato dato in pasto ai maiali sotto gli occhi della madre, ma di ignorare la sorte di costei. Sopraggiungono poi Lou e Jimmy, che uccidono George ed eliminerebbero anche Hap e Leonard, se questi due non avessero la meglio. Delf ne è profondamente addolorato, ma la sua onestà intellettuale lo porta a credere alla legittima difesa da parte di Hap e Leonard. Assieme a questi, a Cucciolo e ai suoi agenti decide di andare alla fattoria del Professore (sospettato di essere il mandante di tutto) per cercare di arrestare la spirale di violenza.
Uno dei gemelli Fairview spara a Cucciolo prendendolo in pieno petto: egli si salva grazie al giubbotto antiproiettile, ma due poliziotti di Marvel Creek cadono sul campo. I gemelli sono poi neutralizzati, uno da Hap e uno da Leonard, e i loro corpi finiscono divorati dai maiali. All'interno della casa non vi è traccia del Professore né di Jackie, ma lo spirito di osservazione di Hap fa sì che si riesca ad individuare una camera segreta nella quale si sono nascosti il Professore, Jackie (che era diventata la sua amante e che era stata in combutta con lui fin dal principio per gli spostamenti di denaro) e il figlio di lei, sano e salvo.
Al processo, il Professore si assume tutta la responsabilità, dicendo di aver costretto Jackie a compiere le transazioni per lui; la giovane viene così rilasciata, ma qualche tempo dopo viene trovata morta col figlioletto, uccisi entrambi con un colpo alla testa. Leonard sospetta che a farli fuori sia stato il fratello Thomas, che non accettava che sorella avesse avuto rapporti sessuali con dei negri, e si reca alla sua roulotte minacciandolo che un giorno potrebbe fare la stessa fine.
Quando Hap legge su un giornale che Thomas Mulhaney è stato ucciso con un colpo alla testa e che non ci sono indizi sull'assassino, rimane amareggiato al pensiero che il suo migliore amico possa essersi trasformato in un giustiziere.

## Edizioni
- Joe R. Lansdale, Il sorriso di Jackrabbit, collana Stile libero. Big, traduzione di Luca Briasco, Torino, Einaudi, 2018, ISBN 978-88-06-23531-4.
- Joe R. Lansdale, Il sorriso di Jackrabbit, collana Super ET, traduzione di Luca Briasco, Torino, Einaudi, 2020, ISBN 9788806245719.